# Henri Bourguinat
Henri Bourguinat (né le 10 août 1933 à Tadousse-Ussau, dans l'arrondissement de Pau, dans les Pyrénées-Atlantiques, alors dans le département des Basses-Pyrénées) est un économiste et un universitaire français, spécialiste en économie et en finance internationale.

## Biographie
Professeur de sciences économiques à l'université Montesquieu Bordeaux-IV, Henri Bourguinat fonde en 1974 le Laboratoire d'analyse et de recherche économique (LARE), l'un des principaux centres de recherche français en économie monétaire et financière internationale, lequel a été associé en 1981 au Centre national de la recherche scientifique (CNRS) et dont il a été directeur jusqu'en 1999.
Henri Bourguinat est notamment l'auteur de la « règle des 3D » ou « théorie des 3D » (déréglementation, désintermédiation, décloisonnement), qu'il pose en 1987 dans son ouvrage Les vertiges de la finance Internationale. Plus récemment, dans ses deux derniers ouvrages (2006 et 2007), il s'est attaché à justifier la nécessité d'un décryptage du génome de la finance.

## Publications

### Ouvrages
- Espace économique et intégration européenne : essai de détermination de l'incidence du Marché Commun sur les inégalités régionales de développement, Société d'édition d'enseignement supérieur, Paris, 1961
- Les Marchés communs des pays en voie de développement, Droz, Genève, 1968
- Marché des changes et crises des monnaies, Calmann-Lévy, Paris, 1972
- Le Flottement des monnaies : premier bilan, entreprises, banques, banques centrales, espaces monétaires, Presses universitaires de France, Paris, 1977
- Gestion du risque de change et mouvements de capitaux (en coll. avec Gilles Nancy), coll. Monnaie et finance (n° 3), 206 pages, Economica, Paris, 1977 •  (ISBN 978-2-71780-013-5)
- L'Économie mondiale à découvert, Calmann-Lévy, Paris, 1985
- Les Vertiges de la finance internationale, Economica, Paris, 1987
- Finance internationale, Presses universitaires de France, Paris, 1992
- La Tyrannie des marchés : essai sur l'économie virtuelle, Economica, Paris, 1995
- L'Économie morale : le marché contre les acquis ?, Arléa, Paris, 1998
- L'Euro au défi du dollar : essai sur la monnaie universelle, Economica, Paris, 2001
- Les Intégrismes économiques : essai sur la nouvelle donne planétaire, Dalloz, Paris, 2006
- Finance internationale (en coll. avec J. Teïletche et M. Dupuy), Coll. Hypercours, Dalloz Paris, 2007
- L'Arrogance de la finance - Comment la théorie financière a produit le krach (en coll. avec Éric Briys), Coll. Cahiers libres, La Découverte, 2009
- Marchés de dupes. Pourquoi la crise va continuer (en coll. avec Éric Briys), Maxima-Laurent du Mesnil éditeur, 2010 •  (ISBN 978-2-84001-662-5)

### Préfaces
- Le Taux de change - Déterminants, opportunités et risques de Larbi Dohni et Carol Hainaut (préface Henri Bourguinat), coll. Comptabilité, Contrôle & Finance, éditions De Boeck, Louvain-la-Neuve (Belgique) •  (ISBN 978-2-80414-637-5)

### Articles
- « Maastricht et la Théorie des Zones Monétaires Optimales », Revue française d'économie, vol.7, no.3, pp.3-27. 1992.
- « Vers « la disparition de l'argent liquide » ? » Tribune Le Monde 02.03.2016